# Stipa orientalis
Stipa orientalis är en gräsart som beskrevs av Carl Bernhard von Trinius och Carl Friedrich von Ledebour. Stipa orientalis ingår i släktet fjädergrässläktet, och familjen gräs. Inga underarter finns listade i Catalogue of Life.